# Área de conservación regional Bosque Huacrupe-La Calera
El Área de conservación regional Bosque Huacrupe-La Calera, también llamado Bosque de Huacrupe-La Calera, es un área protegida en el Perú. Se encuentra en el distrito de Olmos en la provincia de Lambayeque y región homónima.
Fue creado el 22 de junio de 2011, mediante D.S. N.º 012-2011-MINAM. Tiene una extensión de 7272.27 hectáreas que cubren una muestra representiva de bosque seco de sabana.

## Flora
Es característica del bosque seco ecuatorial de sabana, albergando una gran diversidad de flora y formaciones vegetales únicas registrándose 45 especies de flora, de las cuales 7 especies arbóreas están amenazadas de acuerdo a la legislación peruana:  Algarrobo, Sapote, Faique, Hualtaco, Palo santo y Aromo.
Aparte posee un banco de germoplasma in situ de especies nativas comestibles de la zona como la yuca de monte y tomatillo, y de pastos que crecen en épocas de El Niño como la alfalfilla.

## Fauna
Es refugio de 58 especies de aves (15 endémicas de la región tumbesina y 3 solo de Perú); 7 de reptiles, y 11 mamíferos como el puma y el venado.

## Amenazas

### Tala Ilegal y Deforestación
En el año 2022, según informes fotográficos de la prensa local como Correo, se reportó que taladores ilegales traficantes de carbón vegetal habían convertido al bosque de Huacrupe en su base de operaciones ante el descuido de las autoridades regionales y locales. En las imágenes se apreciaban cientos de sacos de carbón vegetal apilados listos para su transporte y comercialización en el mercado negro, en especial a los restaurantes y pollerías de ciudades del norte del Perú como Chiclayo, Lambayeque y Piura. La deforestación se venía dando con total impunidad, según la versión de los pobladores, que indican que el área de conservación no es adecuadamente protegida por autoridades como el Gobierno regional de Lambayeque o las Municipalidades de Olmos y Lambayeque.